# Liste des circonscriptions législatives de Mayotte
Le département français de Mayotte est, sous la Cinquième République, constituée de deux circonscriptions législatives, modifiées par le redécoupage de 2010, entré en application à compter des élections législatives de 2012. Auparavant, il comportait une seule circonscription.

## Présentation
Par l'ordonnance no 227 du 4 février 1959, relative à l'élection des députés à l'Assemblée nationale représentant les territoires d'outre-mer, le Territoire des Comores forme une circonscription unique et se voit attribuer deux sièges. Les premières élections de la Ve République pour l'Assemblée nationale se tiennent le 31 mai 1959.
En 1975, lorsque les représentants politiques de trois des îles du territoire proclament unilatéralement leur indépendance pour former le nouvel État comorien, l'ancien territoire d'outre-mer-mer est dissout et ne lui succède alors (sur l'île restée française et favorable à la départementalisation) le territoire d'outre-mer de Mayotte, qui prend la dénomination de « collectivité départementale de Mayotte » et qui n'a qu'un siège.
Lors des élections législatives de 1986 qui se sont déroulées selon un mode de scrutin proportionnel à un seul tour par listes départementales, le nombre de sièges de Mayotte est resté à un, maintenant de fait un scrutin uninominal majoritaire.
Le retour à un mode de scrutin uninominal majoritaire à deux tours en vue des élections législatives suivantes, a maintenu ce nombre de un siège,, selon un nouveau découpage électoral qui n'affecte pas celui de Mayotte, qui n'élit encore qu'un seul député.
Le redécoupage des circonscriptions législatives réalisé en 2010 et entrant en application à compter des élections législatives de juin 2012, a modifié le nombre et la répartition des circonscriptions de Mayotte, passé à deux du fait de l'ancienne sous-représentation démographique du territoire. Ce redécoupage est conservé et entre en vigueur aux élections législatives de 2012, depuis que le territoire est devenu en 2011 un département d'outre-mer.
Un nouveau découpage cantonal a été mis en place pour les élections départementales de 2015, mais il ne change pas le découpage territorial des circonscriptions législatives, les deux députés élus de Mayotte élus en 2012 restant encore en poste jusqu'au terme de leur mandat en 2017.

## Composition des circonscriptions

### Composition des circonscriptions de 1958 à 1977
En 1975 Grande Comore, Mohéli et Anjouan déclarent unilatéralement leur indépendance pour former ensemble le nouvel État comorien. Les deux députés en fonction (Ahmed Mohamed et Mohamed Dahalani) continueront seul à représenter Mayotte.

### Composition des circonscriptions de 1977 à 1988
À compter de 1977, le nouveau territoire d'outre-mer de Mayotte comprend une seule circonscription dont les cantons correspondent alors à chacune des communes :
- Circonscription de Mayotte : cantons de Acoua, Bandraboua, Bandrélé, Bouéni, Chiconi, Chirongui, Dembéni, Dzaoudzi, Koungou, Mamoudzou, Mtsamboro, M'tsangamouji, Kani-Kéli, Ouangani, Pamandzi, Sada et Tsingoni.

Ce découpage n'est pas modifié lorsque le territoire d'outre-mer prend la dénomination de « collectivité départementale de Mayotte ». Toutefois le canton de Mamoudzou est subdivisé en trois lors des élections cantonales de 1985.

### Composition des circonscriptions de 1988 à 2012
À compter du découpage cantonal de 1986, la collectivité départementale de Mayotte garde une seule circonscription législative, délimitée par le découpage électoral de la loi no 86-1197 du 24 novembre 1986, et regroupait les divisions administratives suivantes : 
- Circonscription de Mayotte : cantons de Acoua, Bandraboua, Bandrélé, Bouéni, Chiconi, Chirongui, Dembéni, Dzaoudzi, Koungou, Mamoudzou-I, Mamoudzou-II, Mamoudzou-III, Mtsamboro, M'tsangamouji, Kani-Kéli, Ouangani, Pamandzi, Sada et Tsingoni.

Ce découpage est encore en vigueur lorsque la « collectivité départementale » devient un département d'outre-mer en 2011.

### Composition des circonscriptions à compter de 2012
| Les circonscriptions de Mayotte depuis 2012 |
| ------------------------------------------- |

| 1 2 |

Depuis l'ordonnance no 2009-935 du 29 juillet 2009, ratifiée par le Parlement français le 21 janvier 2010, et entrée en application lors des élections législatives de 2012, le département comprend deux circonscriptions délimitées ainsi :
- 1re circonscription : cantons de Acoua, Bandraboua, Dzaoudzi, Koungou, Mamoudzou-1, Mamoudzou-2, Mtsamboro et Pamandzi.
- 2e circonscription : cantons de Bandrélé, Bouéni, Chiconi, Chirongui, Dembéni, Kani-Kéli, Mamoudzou-3, M'tsangamouji, Ouangani, Sada et Tsingoni.